# Nieuwe Bossenare
De Nieuwe Bossenare of Nieuwe Bossenaarmolen is een windmolen in de Oost-Vlaamse gemeente Etikhove (Maarkedal).

## Geschiedenis
De molen werd in de periode 1992-1997 gebouwd op de Bossenareheuvel, een van de hoogste punten van de gemeente Maarkedal. Hij bevindt zich ten noordoosten van de oorspronkelijke standplaats van de in 1949 verdwenen Bossenaarmolen. De nieuwe houten korenwindmolen werd heropgebouwd met onderdelen van de Tukmolen te Impe die gedemonteerd werd in 1980. Deze onderdelen werden in 1991 opgekocht door huidig eigenaar Mark De Merlier en gereconstrueerd op een bakstenen molenkot en voorzien van een gelast gevlucht. De molen werd maalvaardig gemaakt met twee steenkoppels.

## Galerij

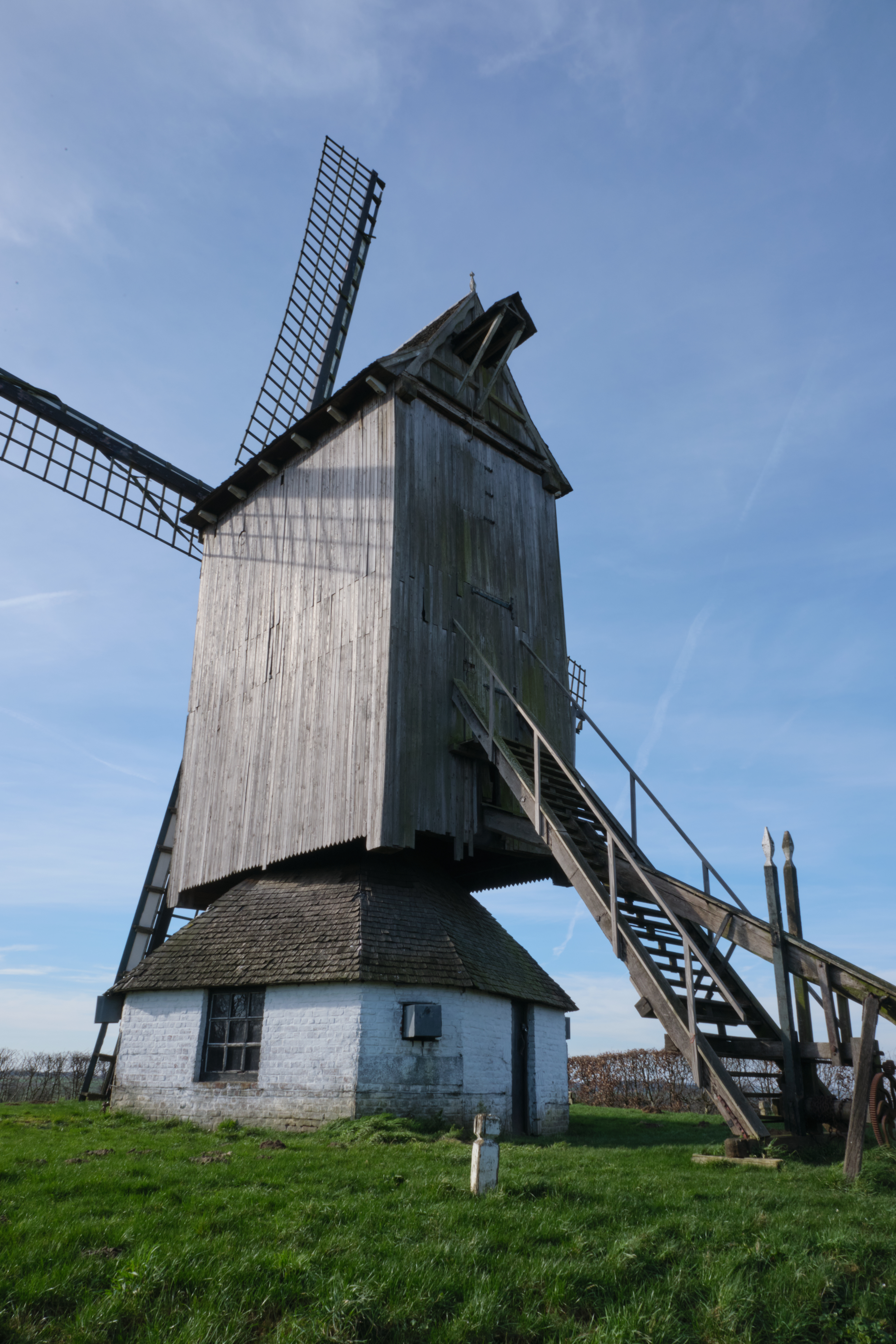
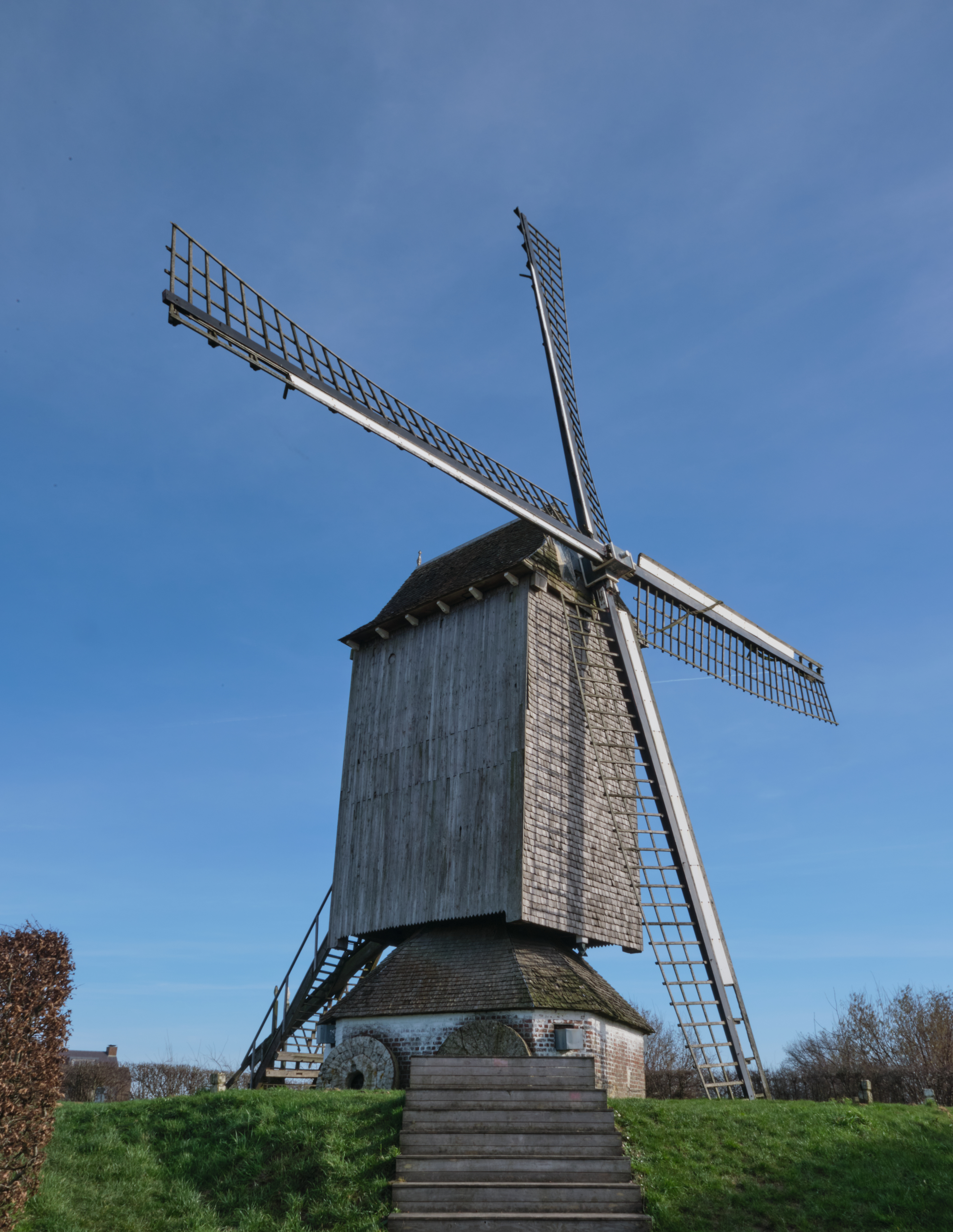
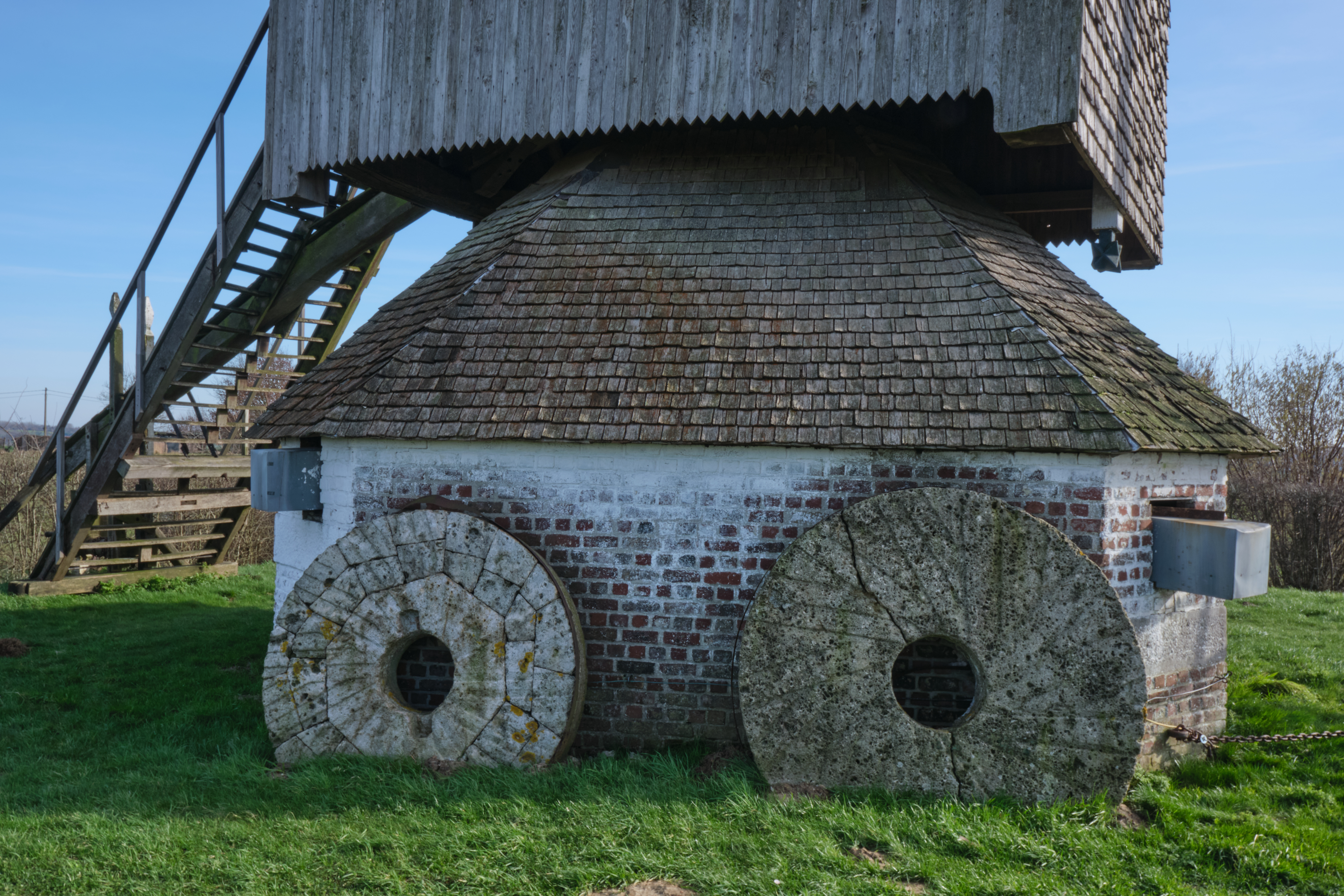